# Église Notre-Dame-de-l'Assomption de Feuquières-en-Vimeu
L'église Notre-Dame-de-l'Assomption de Feuquières-en-Vimeu est située dans la ville de Feuquières-en-Vimeu dans le département de la Somme, au sud-ouest d'Abbeville.

## Historique
La construction de l'église de Feuquières-en-Vimeu remonte au XIIe siècle, en ce qui concerne la nef. Le chœur a été construit au XVIe siècle ; il est protégé au titre des monuments historiques : classement par arrêté du 2 juin 1915.

## Caractéristiques

### Extérieur
L'église est construite pour la nef et le clocher en silex, en pierre calcaire où apparaît la brique pour le chœur plus haut que la nef. La façade très sobre est surmontée d'un massif clocher quadrangulaire avec un toit en forme de flèche recouvert d'ardoises. Le chœur de style gothique flamboyant est éclairé par sept fenêtres à remplage.

### Intérieur
Les voûtes du chœur forment un réseau complexe et des clés pendantes reposant sur des culs-de-lampe en forme de dais sculptés,.
L'église conserve un certain nombre d'objets et d'œuvres d'art protégés en tant que monuments historiques :
- une statue de la Vierge à l'enfant de style gothique[5], du XIVe siècle, dont le sculpteur, Simon Mercier, a gravé son nom sur le socle. Elle est classée monument historique au titre d'objet : arrêté du 27 avril 1944 : classé au titre objet[6].
- une statue de Vierge à l'Enfant du XVIIe siècle, en bois[7] ;
- un autel en bois Bois peint et doré du XVIIIe siècle[8] ;
- un lutrin du XVIIIe siècle, en bois[9] ;
- un confessionnal en bois (XVIIIe siècle)[10] ;
- une statue de l'Immaculée Conception du XIXe siècle, en bois[11] .

#### Maître-autel et retable
Le maître-autel et son retable sont de style Louis XIV. Il provient de l'église du couvent des carmes d'Abbeville devenu bien national en 1791. Acheté par le seigneur du lieu, celui-ci le donna à l'église de Feuquières. Le tabernacle doré, décoré de statuettes, est une copie de celui réalisé par Nicolas Blasset pour l'église Saint-Antoine de Montonvillers. Encadrée de chaque côté par deux colonnes, la partie centrale du retable sculptée représente Thérèse d'Avila irradiée par une lumière céleste, conduite au ciel par un ange. De part et d'autre de la partie centrale, une niche abrite les statues de la Vierge à l'Enfant couronnée (en pierre) et de saint Jean (en bois). Deux anges sculptés surmontent chacune des niches. Une frise sculptée et dorée surmonte les niches et le panneau central. Le retable est classé monument historique au titre d'objet : arrêté du 25 mai 1907.

## Photos

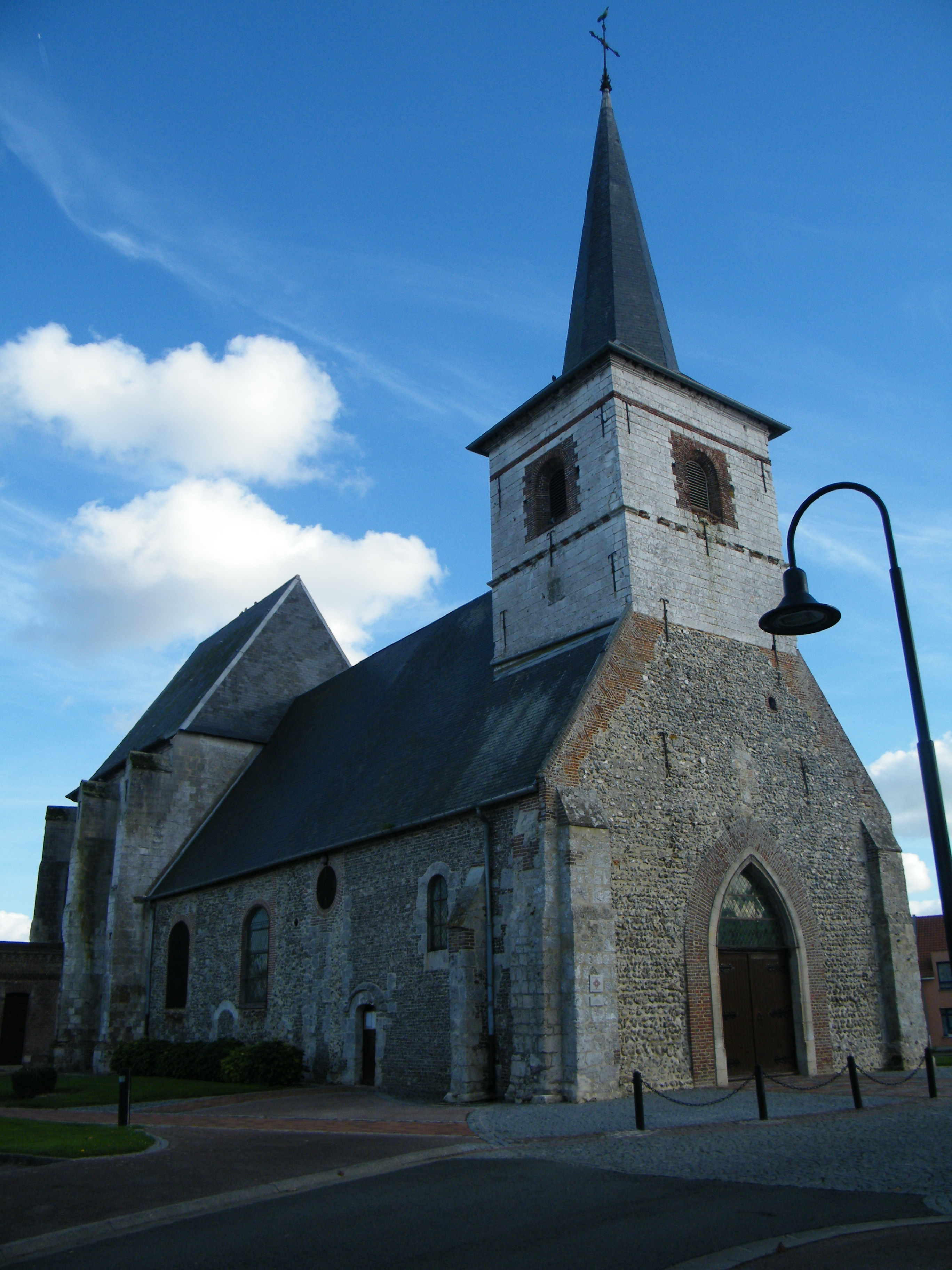
Clocher.
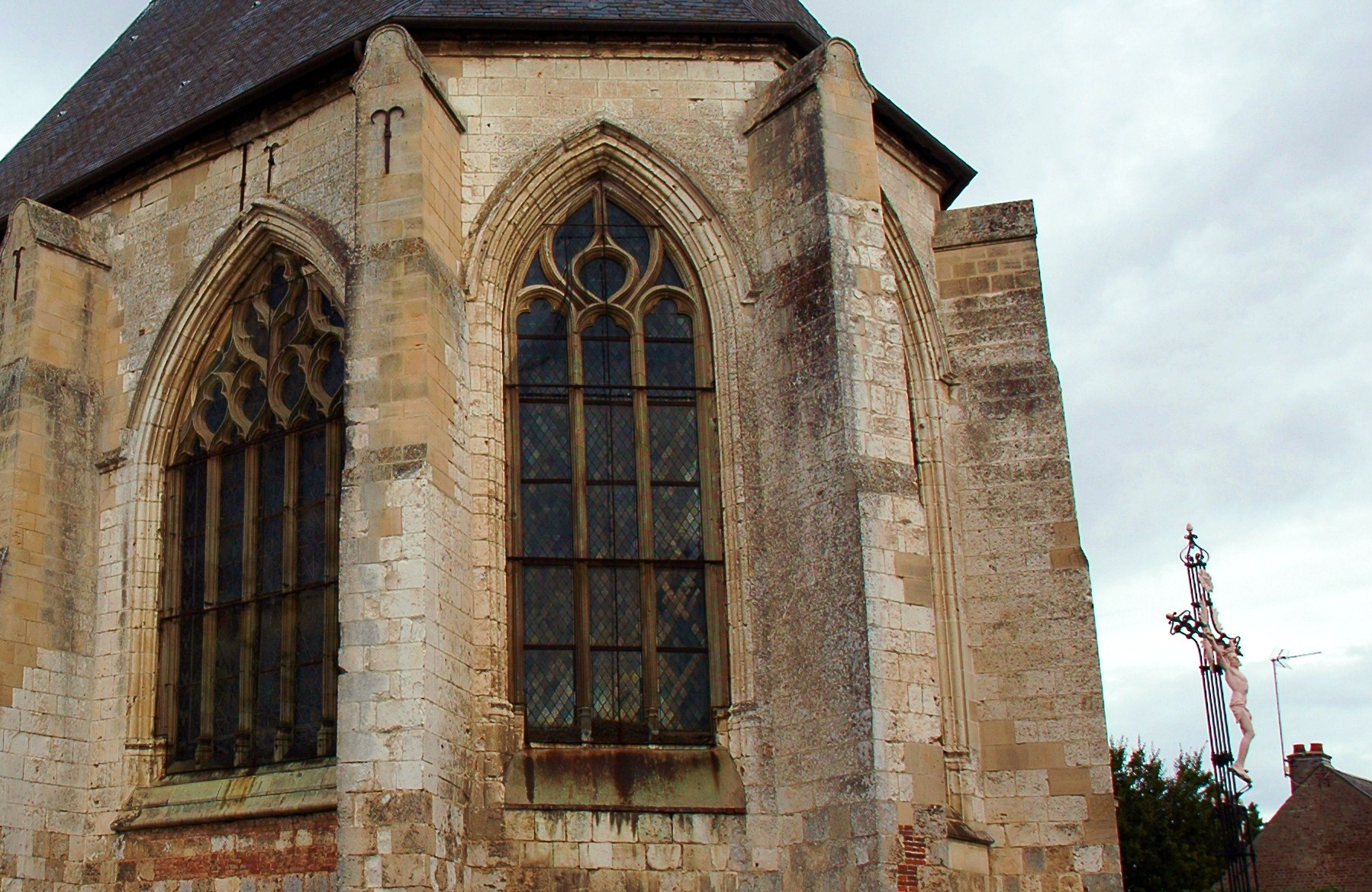
Chevet.
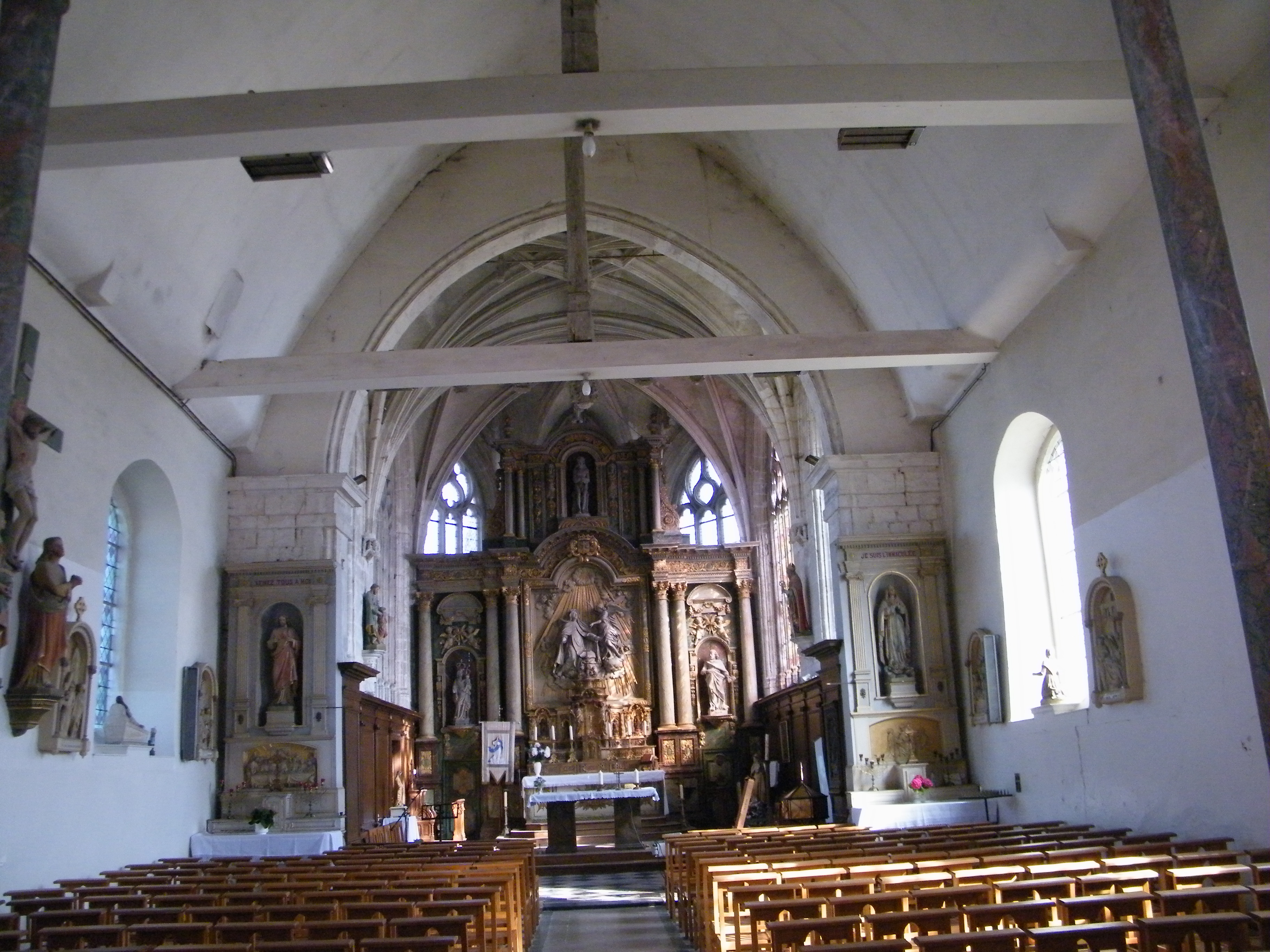
Vue d'ensemble de l'intérieur.
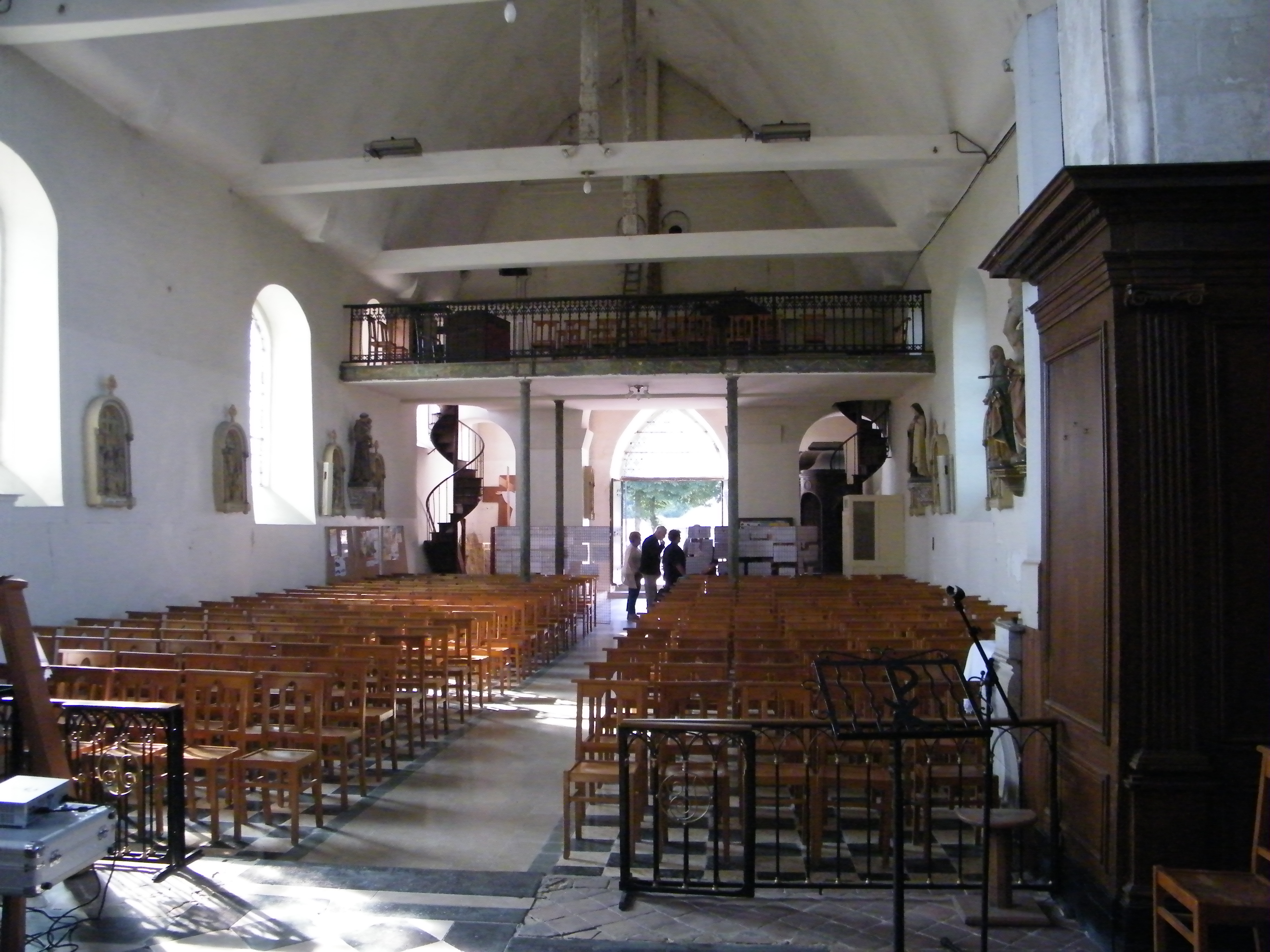
La tribune.
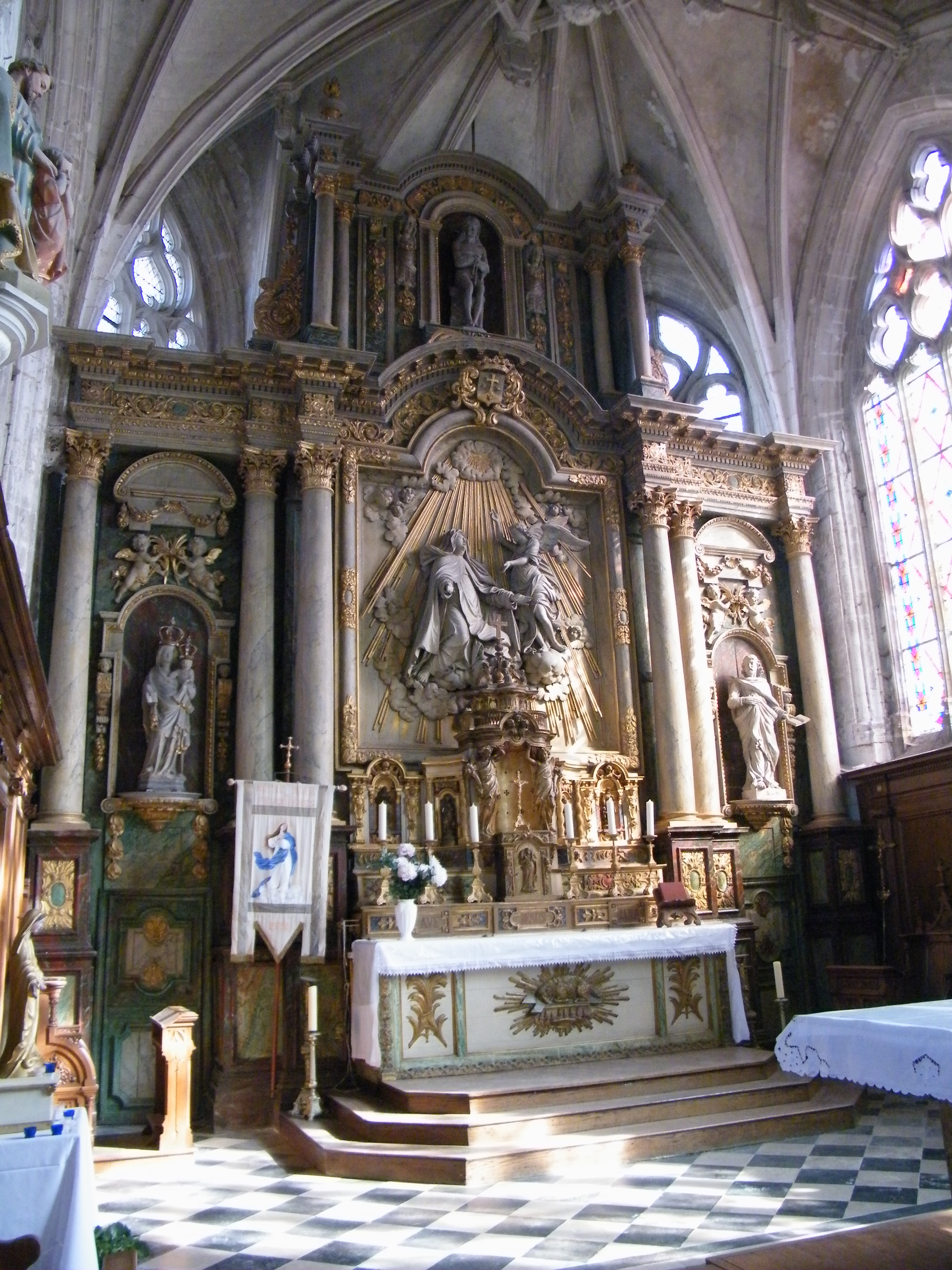
Le chœur.